# Ley sobre el Instituto de la Memoria Nacional
La Ley sobre el Instituto de la Memoria Nacional - Comisión para el enjuiciamiento de los delitos contra la nación polaca (en polaco: Ustawy o Instytucie Pamięci Narodowej - Komisji Ścigania Zbrodni przeciwko Narodowi Polskiemu) es una ley polaca de 1998 que creó el Instituto de la Memoria Nacional. Esta ley de la memoria se modificó dos veces, en 2007 y 2018.
El artículo 55 de la Ley de 1998 criminaliza el negacionismo histórico de crímenes cometidos contra polacos o ciudadanos polacos por el nazismo o el comunismo. Los crímenes contra la paz o la  humanidad; de crímenes de guerra y de represión política, todos estos se enumeran en las Secciones 1 y 1 b del Artículo 1. Si bien la negación del Holocausto no se mencionó "explícitamente", se entiende que es "implícito" por lo tanto también esta criminalizado.
La Enmienda de 2007 se ocupó de las ilustraciones realizadas en Polonia.
La Enmienda de 2018 agregó un Artículo 55, que busca defender el "buen nombre" de Polonia y su pueblo contra "acusaciones infundadas de complicidad en el Holocausto". La Enmienda de 2018 también agregó un artículo 2, que aborda los delitos contra "ciudadanos polacos" cometidos por "nacionalistas ucranianos", lo que ha sido visto como un acto de exclusión de las minorías étnicas. Tras una protesta internacional, la difamación de Polonia y el pueblo polaco mediante acusaciones infundadas de complicidad en el Holocausto, en virtud del artículo 55, se modificó a un derecho consuetudinario que puede ser juzgado en tribunales civiles. El artículo 2 fue apelado por el presidente polaco Andrzej Duda y fue declarado inconstitucional por el Tribunal Constitucional, que lo declaró nulo y sin valor.

## Acta de 1998
El Instituto de Recuerdo Nacional fue establecido por una Ley del 18 de diciembre de 1998.

### Artículo 55
El artículo 55 de la ley tipifica como delito "la negación pública, contra los hechos, de los crímenes nazis, crímenes comunistas y otros delitos que constituyan crímenes contra la paz, crímenes contra la humanidad o crímenes de guerra, cometidos contra personas de nacionalidad polaca o contra ciudadanos polacos de otras nacionalidades entre el 1 de septiembre de 1939 y el 31 de julio de 1990 "; y, por lo tanto, a veces se la denomina de manera restrictiva la ley contra la negación del Holocausto.
En 1999, un profesor de historia de la Universidad de Opole, Dariusz Ratajczak, fue juzgado bajo el Artículo 55 por su negación del Holocausto, fue declarado culpable y sentenciado a un año de libertad condicional.

## Enmienda de 2006
Una enmienda de 2006 a la ley, aprobada por el gobierno, fue llamada "Lex Gross" porque apuntaba a Jan Gross y su beca sobre la Masacre de Jedwabne. La ley fue derogada por el Tribunal Constitucional en 2007. De ella se deriva la reforma de 2018, tras el nombramiento de jueces nuevos.

## Enmienda del 2007
La enmienda de 2007 se refería a las "ilustraciones" realizadas en Polonia (La lustración en Polonia se refiere a la política de limitar la participación de ex comunistas, y especialmente informantes de la policía secreta comunista (de los años 1944-1990), en los gobiernos sucesores o incluso en puestos de la función pública. Lustración, "limpieza", deriva del latín lustratio, una ceremonia romana de purificación.)